# Made of Bricks
Made of Bricks är den brittiska sångerskan Kate Nashs debutalbum, utgivet den 6 augusti 2007. Albumet nådde den brittiska albumlistans förstaplats i augusti 2007.

## Låtlista
1. "Play" – 1:11
2. "Foundations" – 4:05
3. "Mouthwash" – 5:01
4. "Dickhead" – 3:42
5. "Caroline's a Victim/Birds" – 4:25
6. "We Get On" – 4:34
7. "Mariella" – 4:15
8. "Shit Song" – 3:05
9. "Pumpkin Soup" – 2:59
10. "Skeleton Song" – 5:07
11. "Nicest Thing" – 4:05
12. "Merry Happy/Little Red" – 13:10 (bonusspår Storbritannien)

### Bonusspår
- "A Is for Asthma" – 2:37 (Digital download bonusspår)

## Singlar
- 5 februari 2007 – "Caroline's a Victim" / "Birds" (dubbel A-sida)
- 25 juni 2007 – "Foundations"
- 1 oktober 2007 – "Mouthwash"
- 17 december 2007 – "Pumpkin Soup"